# Nit dels Músics Cassanencs
La Nit dels Músics Cassanencs és una festa anual que es fa a Cassà de la Selva (Gironès) des de l'any 1976. És una festa d'homenatge als músics cassanencs que consisteix a formar una monumental cobla de més de cinquanta persones que tenen en comú ser de Cassà. Aquests músics es reuneixen un cop l'any de manera desinteressada i espontània i només toquen sardanes cassanenques o de músics relacionats amb Cassà, tant si han nascut al municipi com si hi han viscut. Aquest esdeveniment, llevat de tres ocasions (una per problemes de pluja i dues per manca d'espai) ha tingut sempre lloc a la Plaça de la Coma, cor de Cassà i quasi sempre ha estat el divendres anterior a la Festa Major. L'any 2000, va tenir lloc el dia 16 de juny i va ser la de les Noces d'Argent.

## Història
Tot va començar l'any 1976 en una tertúlia de cafè en la qual hi eren presents músics de la vila i membres de l'entitat sardanista local. Es va anar posant fil a l'agulla i tot va cris-tal·litzar el dia 11 de juny d'aquell mateix any, fent la primera edició. De seguida la cosa va agafar embranzida i la popularitat de l'acte s'escampa per tot Catalunya. Les quatre primeres "Nits" eren protagonitzades exclusivament per professors nascuts o residents a Cassà, però a partir de 1980 s'hi afegiren tots els actuants en les cobles cassanenques: La Selvatana i la Principal de Cassà, primer, i la Marina i la Unió i la Vila de Cassà en els anys que han estat de Cassà. Les edicions s'han anat succeint. Fins ara totes han resultat multitudinàries.
En el transcurs d'aquests anys hi ha hagut dues edicions extraordinàries. L'edició del 10è aniversari fou un preludi del que seria el 20è en el qual varen intervenir formacions de tot Catalunya (quatre cobles de les terres gironines, una de Barcelona, una de Lleida, una de Tarragona i una de la Catalunya Nord) les quals feren pinya amb els cassanencs per a formar la primera cobla gegantina: Més de 150 instrumentistes. El dia 9 de juny de l'any 1995, amb motiu del 20è Aniversari, aquests paràmetres se superaren àmpliament, ja que foren 175 els instrumentistes, amb prop de 4.000 espectadors. De cobles hi havia el mateix nombre en representació de les terres catalanes però n'hi va haver tres més de les terres gironines.
Aquesta gran festa de la sardana, a més de ser un fit irrepetible va entrar al Llibre dels Rècords Catalans com a l'Audició de Sardanes més gran de la Història. El 2.000 se celebrà el 25è Aniversari i any del pubillatge.

## Curiositats al voltant de la festa
- Hi ha una peça que s'ha repetit cada any, "El Sereno", del compositor Josep Coll i Ligora, gairebé sempre ha tancat l'audició. Ha esdevingut l'autèntic himne dels Músics Cassanencs.[3][5]
- En aquests anys han estat estrenades nou sardanes dedicades exclusivament a aquest esdeveniment.
- L'any del Vintè Aniversari va haver-hi 15 flabiols, 28 tibles, 30 tenores, 33 trompetes, 17 trombons, 35 fiscorns, 16 contrabaixos i un director.
- En aquesta edició van estar necessàries més de mil fotocòpies, només per les solfes (fent-les de dues en dues).
- La cobla va entrar al llibre dels "Rècords Catalans"
- La figura d'un director s'ha fet imprescindible, ja que, a causa de la llargada del cadafal, els músics d'un costat no senten els de l'altre, sobretot en els introits.
- L'any 1980, la ballada de sardanes va tenir caire reivindicatiu del nom de CASSÀ amb la doble S sorda intervocàlica. Totes les sardanes portaven en lletres grosses la controvertida SS.
- L'any 1986 es va fer la presentació del llibre "Els Músics de Cassà", de Carles Malagrida, dedicat als instrumentistes locals.
- Les cobles cassanenques que actualment hi actuen, sumen 178 anys.
- Degut a la gran afluència de gent en les darreres edicions, s'ha fet dificilíssim de ballar: a la Plaça de la Coma, no s'hi cap.